# Langues en Gambie
La langue officielle de la Gambie, depuis l'indépendance du Royaume-Uni en 1965, est dans les faits l'anglais bien que ce ne soit pas inscrit dans la constitution,. L'anglais est la langue principale utilisée dans l'enseignement.

## Histoire
Après avoir décidé, le 2 octobre 2013, son retrait du Commonwealth, le président Yahya Jammeh a annoncé le 25 mars 2014 que la langue officielle allait devenir l'arabe,,.
Cependant, cette décision ne fut jamais suivie d'effets et l'anglais reste toujours utilisé dans toutes les instances gouvernementales, en tant que langue véhiculaire et pour l'éducation.

## Locuteurs
En 2013, 48 % de la population parle l'anglais couramment et 15 % en possède des notions, souvent très partielles.
Le mandinka est parlé par 38 % de la population, le peul par 21,2 %, le wolof par 18 % et le diola par 4,5 %. D'autres langues sont également parlées comme le français du fait de l'enclavement du pays au sein du Sénégal. De manière générale, le français est surtout utilisé par des Sénégalais vivants en Gambie, ou par des Maliens et des Guinéens.
L’arabe est la langue maternelle de seulement 200 personnes[réf. nécessaire], surtout des personnes originaires du Liban et de Syrie, arrivées dans le pays entre 1950 et début des années 1980, qui travaillent surtout dans le commerce. Avant 2014, l’arabe était surtout une langue liturgique et religieuse, enseignée dans les médersas (ou écoles coraniques).

## Principales langues utilisées sur Internet
| # | Langue  |
| - | ------- |
| 1 | Anglais |
| 2 | Wolof   |

|  | 91 |

|  | 3 |

| # | Langue  | Pourcentage  |
| - | ------- | ------------ |
| 1 | Anglais | \| \| 100 \| |
|   | 100     |              |